# جنگل یادبود قبرس در سیلیتکه
جنگل یادبود قبرس در سیلیتکه (به ترکی استانبولی: Cyprus Memorial Forest in Silifke) یک گورستان در ترکیه است که در Çamdüzü واقع شده‌است.